# ІСУ-122
ІСУ-122 — радянська важка самохідно-артилерійська установка (САУ) періоду Німецько-радянської війни. У назві машини абревіатура ІСУ означає «самохідна установка на базі танка ІС» або «ІС-Установка»; буква «І» на додаток до стандартного радянського позначення «СУ» бойової техніки такого класу потрібна для відмінності від САУ того ж калібру СУ-122 на інший танковій базі. Індекс 122 означає калібр основного озброєння машини.
Розроблена конструкторським бюро дослідного заводу № 100 у грудні 1943 року і прийнята на озброєння Робітничо-селянської Червоної армії (РСЧА) 12 березня 1944 року. Місяцем пізніше почалося її серійне виробництво на Челябінському Кіровському заводі (ЧКЗ), що тривало до 1945 року. ІСУ-122 широко застосовувалися на завершальному етапі Німецько-радянської війни в ролі потужного винищувача танків і штурмової гармати, зігравши важливу роль у розгромі Третього Рейху і її союзників. Крім РККА, ІСУ-122 перебували на озброєнні армій Польщі і Чехословаччини, одиничні трофейні машини використовувалися вермахтом.
У післявоєнний період ІСУ-122 пройшли модернізацію і досить довго перебували на озброєнні Радянської армії. Починаючи з середини 1960-х років, ІСУ-122 були зняті з озброєння Радянської армії; деяка кількість уцілілих від розрізання на метал машин зараз служать пам'ятками та експонатами в музеях різних країн світу. Поставлялася також до деяких країн, у більшості з яких вона знята з озброєння, але деяка кількість ІСУ-122 все ще, станом на 2007 рік, використовується армією В'єтнаму

## Історія створення і виробництва
Прототип важкої САУ ІСУ-122 Об'єкт 242 був побудований на ЧКЗ в грудні 1943 року. Фактично він являв собою раніше розроблену ІСУ-152 і відрізнявся від неї тільки озброєнням — замість 152,4-мм гаубиці-гармати МЛ-20С на новій машині встановили 121,92-мм гармату А-19. Оскільки обидві ці гармати в буксируваному варіанті встановлювалися на один і той же лафет 52-Л-504а і були дуже близькі по конструкції, то особливих труднощів при заміні не виникало. Об'єкт 242 був успішно випробуваний на Гороховецькому артилерійському полігоні, але не був негайно запущений в серійне виробництво — в той час всі бронекорпуса ІСУ комплектувалися гаубицею-гарматою МЛ-20С. Однак до весни 1944 року випуск бронекорпусів ІСУ перевищив випуск гармат МЛ-20С, і було прийнято рішення оснастити недоукомплектовані серійні машини гарматою А-19 (точніше, її злегка модернізованим варіантом А-19С (Індекс ГАУ — 52-ПС-471), більш зручним для навідника в обмежених умовах бойового відділення самохідки). На той момент на складах був певний запас стволів А-19, які могли бути без особливих проблем адаптовані до установки в САУ серії ІСУ. У світлі цих обставин Державний Комітет Оборони 12 березня 1944 офіційно прийняв на озброєння РККА прототип Об'єкт 242 під назвою ІСУ-122. У квітні 1944 року перші серійні ІСУ-122 покинули складальні лінії ЧКЗ.

### Модифікація ІСУ-122с
Гармата А-19С мала ручний затвор поршневого типу, що негативно позначалося на скорострільності (1,5-2,5 постріли в хвилину). Тому радянські інженери поліпшили 121,92-мм гармату А-19, оснастивши її напівавтоматичним клиновим затвором. Цей варіант гармати отримав позначення Д-25Т і спочатку встановлювався на танки ІС-2. До кінця серпня 1944 року були закінчені всі роботи по створенню самохідного варіанту гармати Д-25С, і тоді ж в серію була запущена поліпшена версія САУ ІСУ-122С з цією гарматою. Скорострільність зросла до 3-4 пострілів за хвилину, а в найкращих умовах могла досягати 6 пострілів в хвилину.

### ІСУ-122 і ІСУ-122С
Незважаючи на явні переваги ІСУ-122C над оригінальним варіантом ІСУ-122, останній залишився у виробництві завдяки набагато більшій частці стволів 122-мм самохідних гармат зр. 1937/44 рр. що надходили з артилерійських заводів. (Подальший розвиток А-19С) у порівнянні з іншими зразками озброєння, придатними для установки в самохідки серії ІСУ (МЛ-20С і Д-25С). Серійний випуск ІСУ-122 був припинений в 1945 році, всього ЧКЗ побудував 1735 ІСУ-122, з них 1435 до 1 червня 1945 року. Причинами зняття з виробництва послужили як загальне зменшення випуску бронетехніки після закінчення Другої світової війни, так і відсутність переваги в озброєнні у ІСУ-122 над базовим танком ІС-2. Ліцензії на виробництво ІСУ-122 в інші країни не продавалися.
Після Німецько-радянської війни багато вцілілих ІСУ-122 було переобладнано в пускові ракетні установки, самохідні шасі для гармат великої потужності, машини постачання або БРЕМ.
Невелика кількість ІСУ-122 що зберегла своє оригінальне озброєння було модернізовано в 1958 році. Але в порівнянні з ІСУ-152 модернізація була неповною — замінялися тільки приціли і радіостанції; двигун оновлювався не завжди. На початку 1960-х років ІСУ-122 були зняті з озброєння Радянської армії (ІСУ-152 служили набагато довше), частина роззброєних машин була передана в розпорядження ряду цивільних відомств.

## Опис конструкції
ІСУ-122 мала ту ж компоновку, що і всі інші серійні радянські САУ того часу (за винятком СУ-76). Повністю броньований корпус був розділений на дві частини. Екіпаж, гармата і боєзапас розміщувалися попереду в броньовий рубці, яка поєднувала бойове відділення та відділення управління. Двигун і трансмісія були встановлені в кормі машини.

### Броньовий корпус і рубка
Броньовий корпус самохідної установки зварювався з вальцований броньових плит товщиною 90, 75, 60, 30 і 20 мм. На машинах перших модифікацій лобова частина корпуса являла собою броньовий виливок; згодом, у міру наявності більш стійкої вальцований броні, конструкцію лобової частини корпусу змінили на зварену. Броньовий захист диференційований, протиснарядний. Броньові плити рубки встановлювалися під раціональними кутами нахилу. Основне озброєння — 121,92-мм гармата А-19С — монтувалася в установці рамного типу праворуч від осьової лінії машини. Противідкатні пристрої гармати захищалися нерухомим литим броньовим кожухом і рухомою литою бронемаскою, яка також виконувала функції врівноважуючого елементу.
Три члени екіпажу розташовувалися зліва від гармати: попереду механік-водій, потім навідник, і ззаду — заряджаючий. Командир машини та замковий знаходилися праворуч від гармати. Якщо екіпаж складався з чотирьох чоловік, функції заряджаючого виконував замковий. Місце що вивільнилися могло бути використане для розміщення додаткового боєкомплекту. Посадка і вихід екіпажу проходили через прямокутний двухстулковий люк на стику дахового і заднього листів броньової рубки і через круглий люк праворуч від гармати. Круглий люк ліворуч від гармати не призначався для посадки-виходу екіпажу, він був потрібний для виведення назовні подовжувача панорамного прицілу. Корпус також мав днищевий люк для аварійного покидання екіпажем самохідки і ряд дрібних лючків для навантаження боєкомплекту, доступу до горловини паливних баків, інших вузлів і агрегатів машини.

### Озброєння
Основним озброєнням ІСУ-122 була гармата А-19С (Індекс ГАУ — 52-ПС-471) калібру 121,92 мм. Марка і тип гармати варіювалися від модифікації і часу випуску самохідки:
- ІСУ-122 раннього випуску (до травня 1944 року) озброювалися злегка модифікованою 122-мм гарматою зр. 1931/37 рр.. Зміни стосувалися перенесення органів управління гармати на одну сторону для зручності наведення, обладнання її казенної частини лотком-приймачем для зручності заряджання і установки електроспуску. Затвор поршневий, ідентичний з буксированою гарматою. Модифікована таким чином гармата позначалася як А-19С.
- ІСУ-122 випуску травня 1944 року і далі оснащувалися більш модифікованою 122-мм гарматою, у якої більше не було взаємозамінності стволів з А-19 і А-19С. Цей варіант гармати називався 122-мм самохідна гармата зр. 1931/44 рр... Затвор значних змін не зазнав і залишився поршневим.

Гармата монтувалося в рамці на лобовій бронеплиті рубки і мала вертикальні кути наведення від −3° до +22°, сектор горизонтального наведення становив 10°. Висота лінії вогню становила 1,79 м; дальність прямого пострілу — 1000—1200 м по цілі висотою 2,5-3 м, дальність пострілу прямою наводкою — 5 км, найбільша дальність стрільби — 14,3 км. Постріл проводився за допомогою електричного або ручного механічного спуску.
Боєкомплект гармати становив 30 пострілів роздільного заряджання. Снаряди укладалися вздовж обох бортів рубки, заряди — там же, а також на днище бойового відділення і на задній стінці рубки. У порівнянні з асортиментом боєприпасів гармат польової артилерії А-19, боєкомплект ІСУ-122 був істотно менш різноманітний. До його складу входили:
- Бронебійно-трасуючий гостроголовий снаряд 53-БР-471 масою 25 кг; початкова швидкість 800 м / с;
- Осколково-фугасна гарматна граната 53-ОФ-471 або 53-ОФ-471Н тієї ж маси і з тією ж початковою швидкістю на повному заряді.

Замість бронебійно-трасуючих снарядів 53-БР-471 могли застосовуватися бронебійно-трасуючі тупоголові снаряди з балістичним наконечником 53-БР-471Б (з початку 1945 року).
Для руйнування залізобетонних ДОТів в боєкомплект міг вводитися бетонобійний гарматний снаряд 53-Г-471. Номенклатура метальних зарядів також була істотно зменшена — вона включала в себе повний 54-Ж-471 під бронебійний снаряд і осколково-фугасну гранату і третій заряд 54-ЖН-471 тільки під осколково-фугасну гранату. В принципі, гармата А-19С могла стріляти всіма типами снарядів і зарядів від свого буксируваного варіанту А-19. Однак у рекомендаціях і таблицях стрільби для ІСУ-122 часів Другої Світової війни значаться тільки зазначені вище боєприпаси. Це не виключає можливості стрільби іншими типами боєприпасів в той час, але документальних підтверджень такої стрільби у вигляді тодішніх звітів, настанов і нормативних документів немає. Цей момент складає поки ще не до кінця досліджене питання і часто стає причиною суперечок на військово-тематичних форумах. З іншого боку, в післявоєнний час, коли акцент використання ІСУ-122 змістився від винищувача танків в сторону самохідної гаубиці, можливість стрільби усім асортиментом боєприпасів від буксируваної А-19 стає істотно більш ймовірна.
З жовтня 1944 року на ІСУ-122 встановлювався зенітний крупнокаліберний 12,7-мм кулемет ДШК з коліматорним прицілом К-8Т на турельній установці на правому круглому люку командира машини. Боєкомплект до ДШК становив 250 патронів.
Для самооборони екіпаж мав два автомати (пістолет-кулемета) ППШ-41 або ППС з боєкомплектом 1491 патрон (21 диск) і 20 ручних гранат Ф-1.

### Двигун
ІСУ-122 оснащувалася чотиритактним V-подібним 12-циліндровим дизельним двигуном В-2-ІС потужністю 520 к. с. (382 кВт). Пуск двигуна забезпечувався інерційним стартером з ручним і електричним приводами або стисненим повітрям з двох резервуарів в бойовому відділенні машини. Електроприводом інерційного стартера був допоміжний електродвигун потужністю 0,88 кВт. Дизель В-2ІС комплектувався паливним насосом високого тиску НК-1 з всережимним регулятором РНК-1 і коректором подачі палива. Для очищення поступаючого у двигун повітря використовувався фільтр типу «Мультициклонний». Також в моторно-трансмісійному відділенні встановлювалися підігріваючі пристрої для полегшення пуску двигуна в холодну пору року. Вони також могли бути використані для підігріву бойового відділення машини. ІСУ-122 мала три паливних бака, два з яких розташовувалися в бойовому відділенні, і один — в моторно-трансмісійному. Самохідка також оснащувалася чотирма зовнішніми додатковими паливними баками, не пов'язаними з паливною системою двигуна.

### Трансмісія
САУ ІСУ-122 оснащувалася механічною трансмісією, до складу якої входили:
- Багатодисковий головний фрикціон сухого тертя «сталі по феродо»;
- Чотириступінчаста коробка передач з демультиплікатором (8 передач вперед і 2 назад);
- Два бортових двоступеневих планетарних механізму повороту з багатодисковим блокувальним фрикціоном сухого тертя «сталь по сталі» і стрічковими гальмами;
- Два дворядних комбінованих бортових редуктори.

### Ходова частина
Підвіска у ІСУ-122 індивідуальна торсіонна для кожного з 6 суцільнолитих двосхилих опорних котків малого діаметра по кожному борту. Навпроти кожного опорного котка до бронекорпусу приварювалися обмежувачі ходу балансирів підвіски. Ведучі колеса зі знімними зубчастими вінцями цівкового зачеплення розташовувалися позаду, а лінивці були ідентичні опорним коткам. Верхня гілка гусениці підтримувалася трьома малими суцільнолитими підтримуючими котками по кожному борту. Механізм натягу гусениці — гвинтовий; кожна гусениця складалася з 86 одногребневих траків шириною 650 мм.

### Електрообладнання
Електропроводка в САУ ІСУ-122 була однопровідню, другим проводом служив бронекорпус машини. Джерелами електроенергії (робочі напруги 12 і 24 В) були генератор П-4563А з реле-регулятором РРА-24Ф потужністю 1 кВт і дві послідовно з'єднані акумуляторні батареї марки 6-СТЕ-128 загальною ємністю 128 А · год. Споживачі електроенергії включали в себе:
- Зовнішнє та внутрішнє освітлення машини, прилади підсвічування прицілів і шкал вимірювальних приладів;
- Зовнішній звуковий сигнал і ланцюг сигналізації від десанту до екіпажу машини;
- Контрольно-вимірювальні прилади (амперметр і вольтметр);
- Електроспуск гаубиці-гармати;
- Засоби зв'язку — радіостанція та танковий переговорний пристрій;
- Електрика моторної групи — електродвигун інерційного стартера, бобіни свічок зимового пуску двигуна і т. д.

### Засоби спостереження і приціли
Всі люки для входу і висадки екіпажу, а також люк артилерійської панорами мали перископічні прилади Mk IV для спостереження за навколишнім оточенням зсередини машини (всього 3 штуки). Механік-водій у бою вів спостереження через оглядовий прилад із триплексом, який захищався броньовою заслінкою. Цей оглядовий прилад встановлювався в броньованому люку-пробці на лобовий бронеплиті рубки зліва від гармати. У спокійній обстановці цей люк-пробка міг бути висунутий вперед, забезпечуючи механіку-водію більш зручний безпосередній огляд з його робочого місця.
Для ведення вогню самохідка оснащувалася двома гарматними прицілами — телескопічним СТ-18 для стрільби прямою наводкою і панорамою Герца для стрільби з закритих позицій. Телескопічні приціли СТ-18 були градуйовані на прицільну стрільбу на відстані до 1500 м. Однак дальність пострілу 122-мм гармати становила до 14,3 км і для стрільби на відстань понад 1500 м (як прямою наводкою, так і з закритих позицій) навідникові доводилося використовувати другий, панорамний приціл. Для забезпечення огляду через верхній лівий круглий люк у даху рубки панорамний приціл комплектувався спеціальним подовжувачем. Для забезпечення можливості вогню в темний час доби шкали прицілів мали прилади підсвічування.

### Засоби зв'язку
Засоби зв'язку включали в себе радіостанцію 10Р (або 10РК) і переговорний пристрій ТПУ-4-БісФ на 4 абонента.
Радіостанції 10Р або 10РК представляли собою комплект із передавача, приймача і умформерів (одноякорних мотор-генераторів) для їх живлення, що приєднуються до бортової електромережі напругою 24 В.
10Р являла собою симплексних лампову короткохвильову радіостанцію, яка працює в діапазоні частот від 3,75 до 6 МГц (відповідно довжини хвиль від 50 до 80 м). На стоянці дальність зв'язку в телефонному (голосовому) режимі досягала 20-25 км, в русі вона незначно зменшувалася. Велику дальність зв'язку можна було отримати в телеграфному режимі, коли інформація передавалася телеграфним ключем азбукою Морзе чи іншої дискретною системою кодування. Стабілізація частоти здійснювалася знімним кварцовим резонатором, плавне підстроювання частоти відсутнє. 10Р дозволяла вести зв'язок на двох фіксованих частотах; для їх зміни використовувався інший кварцовий резонатор з 15 пар в комплекті радіостанції.
Радіостанція 10РК була технологічним поліпшенням попередньої моделі 10Р, вона стала простіше і дешевше у виробництві. У цієї моделі з'явилася можливість плавного вибору робочої частоти, число кварцових резонаторів було зменшено до 16. Характеристики по дальності зв'язку значних змін не зазнали.
Танковий переговорний пристрій ТПУ-4-БісФ дозволяв вести переговори між членами екіпажу САУ навіть в сильно зашумленій обстановці і підключати шоломофонну гарнітуру (головні телефони і ларингофони) до радіостанції для зовнішнього зв'язку.

## Модифікації

### Періоду Німецько-радянської війни
Офіційно існувало дві серійних модифікації самохідки — ІСУ-122 зі 122-мм гарматою з поршневим затвором і ІСУ-122С з 122-мм гарматою Д-25С з клиновим затвором. Ці варіанти легко помітні візуально за меншою бронемаскою гармати і наявності двокамерного дульного гальма у ІСУ-122С. Однак крім цих відмінностей у серійних машин існували інші, менш помітні конструктивні особливості. У серійних ІСУ-122 розрізнялися гармати, див. секцію Опис конструкції, лоб бронекорпуса також міг відрізнятися за технологією виготовлення:
- ІСУ-122 на базі танка ІС 1943 випуску мала суцільнолиту лобову броню корпусу;
- ІСУ-122 на базі танка ІС 1944 випуску мала лобову броню корпуса, зварену з двох вальцований бронеплит. Цей варіант самохідки відрізнявся збільшеною товщиною маски гармати в порівнянні і більш місткими паливними баками.

З жовтня 1944 ІСУ-122 стали оснащуватися 12,7-мм зенітним кулеметом ДШК. Ряд раніше випущених машин також отримав цей кулемет під час ремонту.

### Повоєнні
Високі бойові та експлуатаційні якості ІСУ-122, а також деяка стагнація в розвитку радянської ствольної самохідної артилерії наприкінці 1950-х років (позначалося захоплення керівництва армії і країни ракетною технікою) привели до вирішення провести модернізацію машин що залишилися в строю цієї марки. Однак як основна важка САУ була обрана ІСУ-152, тому модернізація ІСУ-122 була не настільки повною, як у ІСУ-152. Заміна двигуна проводилася не завжди, в обов'язковому порядку на ті що залишаються в строю ІСУ-122 встановлювалися прилад нічного бачення і нова радіостанція.

### Машини на базі ІСУ-122

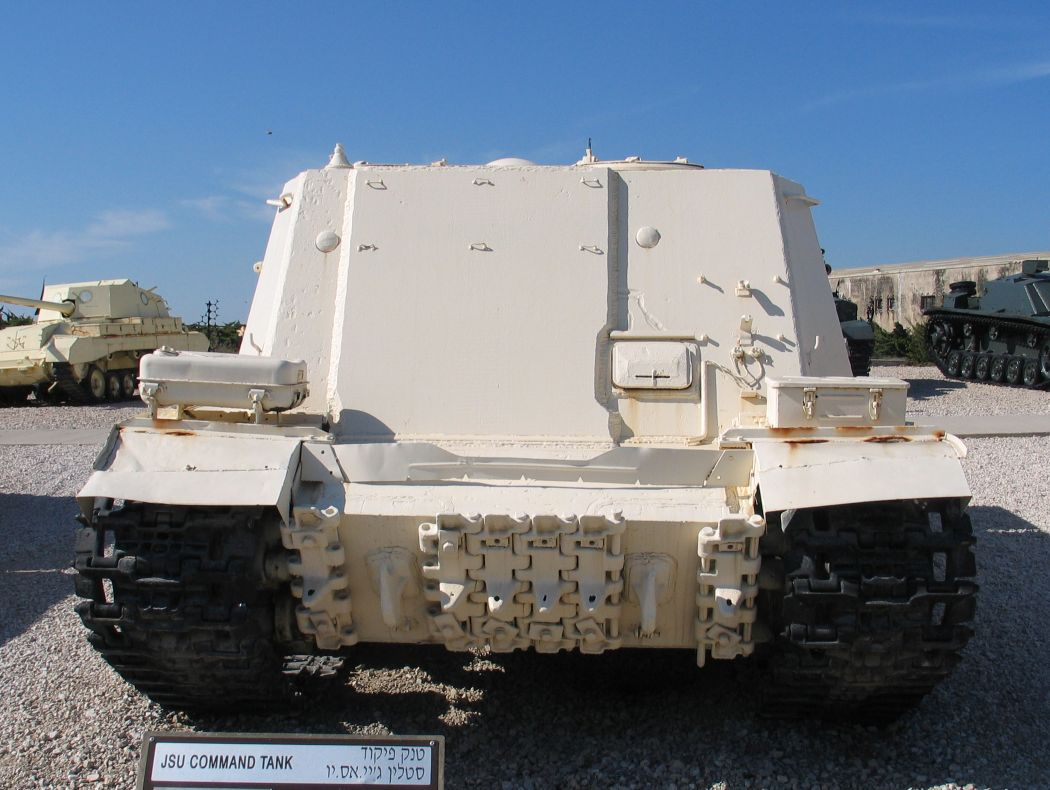
Штабна машина на базі ІСУ (Музей бронетехніки — Латрун. Ізраїль)

Після закінчення Німецько-радянської війни шасі ряду самохідок серії ІСУ (включаючи ІСУ-122) використовувалися для створення самохідних артилерійських систем великої і надвеликої потужності, пускових установок тактичних ракет. Роззброєні ІСУ з завареним отвором під монтування гармати в лобовому листі рубки під назвою ІСУ-Т використовувалися як танкові тягачі, штабні машини, пересувні артилерійські спостережні пости. Деяку кількість таких машин було передано цивільним відомствам для використання як тягачів або транспортів у важкопрохідній місцевості. На залізницях СРСР невелика кількість роззброєння ІСУ використовувалося у відновних поїздах як кантувачі або тягачі при аварійних ситуаціях.
На тій же базі будувалися танкові тягачі БТТ-1 з розширеною функціональністю в порівнянні з ІСУ-Т. До корпусу БТТ-1 приварювалися демпфери для штовхання аварійного танка за допомогою колоди, ззаду машина обладналася сошниками, платформою над моторно-трансмісійним відділенням і розбірною стрілою ручного крана вантажопідйомністю до 3 тонн. Замість гармати і боєкомплекту в рубці розміщувалася потужна лебідка з приводом від коробки відбору потужності від головного двигуна машини. Варіант БТТ-1Т замість лебідки оснащувався комплектом такелажного устаткування.

## Організація
ІСУ-122/122С разом з СУ-152 та ІСУ-152 використовувалися в окремих важких самохідно-артилерійських
полицях (ОВСАП). З травня 1943 р. по 1945 р. таких частин було сформовано 53.
Кожен ОВСАП мав 21 самохідку у складі 4 батарей по 5 машин плюс САУ командира полку. Командир полку зазвичай мав звання полковника чи підполковника, командири батарей — звання капітана або старшого лейтенанта. Командири самохідок, як правило, були лейтенантами, а механіки-водії — сержантами. Решта членів екіпажу за штатним розкладом були рядовими. ОВСАП зазвичай мав у своєму складі кілька неброньованих машин забезпечення і підтримки — вантажівок, джипів або мотоциклів.
Починаючи з грудня 1944 року почали формуватися гвардійські важкі самохідно-артилерійські бригади для забезпечення важкої вогневої підтримки танкових армій. Їх організація була запозичена у танкових бригад, кількість машин в обох випадках було однаковим — 65 самохідок або танків відповідно.
За виявлену доблесть при звільненні білоруських міст 8 ОВСАП були удостоєні їх почесних імен, а ще три полки були нагороджені орденом Бойового Червоного Прапора.
Також доречно зауважити, що командири Червоної армії намагалися не змішувати ІСУ-122/122С і ІСУ-152 в рамках одного полку або бригади, незважаючи на що мали місце випадки наявності обох типів самохідок в деяких частинах. Різне озброєння ІСУ-122/122С і ІСУ-152 призводило до труднощів з постачанням боєприпасаів; крім того, при можливій стрільбі з закритих позицій потрібно було обчислювати установки для стрільби для двох різних типів гармат.

## Бойове застосування
ІСУ-122 використовувалася у всіх функціональних областях застосування самохідної артилерії. Разом з іншими важкими САУ СУ-152 та ІСУ-152 вона виконувала функції потужної штурмової гармати, винищувача танків і самохідної гаубиці. Однак всі ці машини мали різні тенденції бойового застосування: СУ/ІСУ-152 тяжіли більше до ролі штурмової гармати, а ІСУ-122 — до ролі винищувача танків. 121,92-мм гармата А-19С або Д-25С вистрілювали 25-кг гостроголовий бронебійний снаряд БР-471 з дульною швидкістю 800 м / с. Цього було достатньо, щоб пробити броню будь-якого представника бронетехніки вермахту за дуже рідкісними винятками. Тільки лобова броня «Елефанта» / «Фердинанда» не пробивалася БР-471, а броня танка «Королівський Тигр», незважаючи на більш вигідні кути нахилу, часто розколювалася від попадань БР-471 через погану її якість. Однак через свою високу кінетичну енергію БР-471 часто ушкоджував важкоброньовані цілі без пробиття броні, виводячи з ладу двигун і коробку передач механічним ударом. 121,92-мм гармата мала дуже великий бронебійний потенціал, але БР-471 не дозволяв його розкрити повністю. Покращений варіант тупоголового бронебійного снаряда з балістичним наконечником БР-471Б був розроблений на початку 1945 року, але в масове виробництво пішов вже після закінчення війни. У рапортах з полів боїв також зазначалося, що хорошим діям по бронецілям супротивника володіють і потужні гарматні осколково-фугасні сталеві гранати ОФ-471 і ОФ-471Н з пригвинтною головкою з подальшою установкою підривника РГМ на фугасну дію. Вони також мали масу в 25 кг, дульну швидкість в 800 м / с і забезпечувалися 3,6-3,8 кг тротилу відповідно. Механічного удару і подальшого вибуху часто було достатньо для виведення з ладу цілі без пробиття броні.
При прориві укріплених смуг і в міських боях ІСУ-122 використовувалися як штурмові гармати, але з меншою ефективністю в порівнянні з СУ/ІСУ-152. Але в загальному ІСУ-122 заслужила добру оцінку і в цій ролі — ОФ-471 був ефективний проти польових і довготривалих фортифікацій, відкрито розташованої і такої що окопалася піхоти, укріплених будівель. У міських боях довгий виліт ствола 121,92-мм гармати часто заважав маневрування у вузьких місцях.
Як самохідна гаубица ІСУ-122 використовувалася рідко, незважаючи на максимальну дальність стрільби, що перевищує 14 км. Звичайно ІСУ-122 стріляли з закритих позицій за відсутності підтримки буксируваної артилерії при швидких проривах, коли буксировані гармати не встигали просуватися за танковими і механізованими частинами Червоної армії.

## Уцілілі ІСУ-122

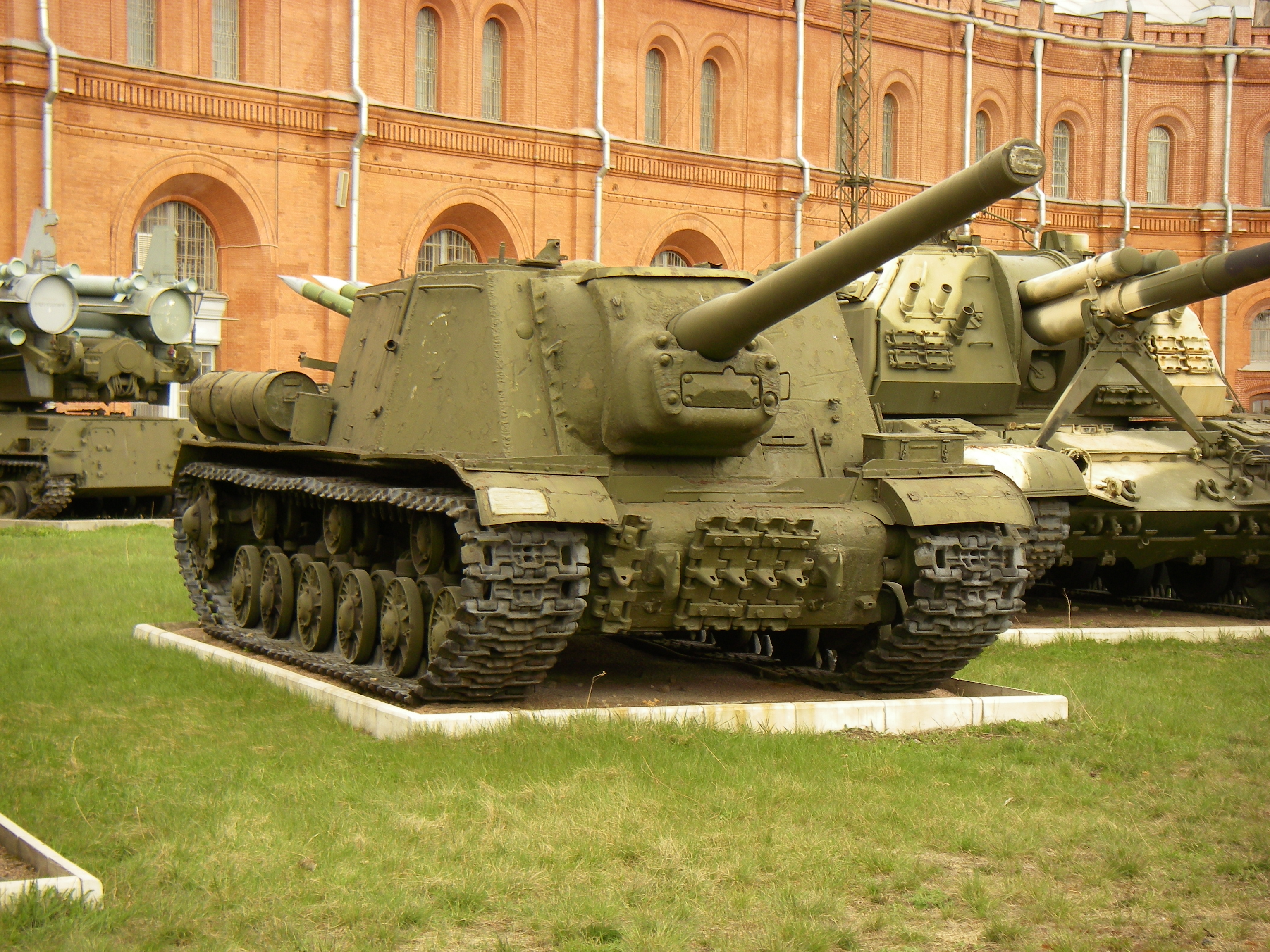
ІСУ-122 в Артилерійському музеї Санкт-Петербурга

Більшість ІСУ-122 пережило Німецько-радянську війну, але дуже мало з них зберегло свій первісний вигляд. Багато машин цього типу було переобладнано або утилізовано на метал в середині 1960-х років. Тому число ІСУ-122 в музеях і меморіалах істотно менше, ніж ІСУ-152 (останні зберігали бойову цінність довше і, як наслідок, менше піддавалися переробкам і знімалися з озброєння пізніше за часом). Уцілілі ІСУ-122 експонуються в танковому музеї в Кубинці під Москвою, Музеї інженерних військ і артилерії в Санкт-Петербурзі, в Музеї героїчної оборони і звільнення Севастополя на Сапун-горі в Севастополі (севастопольський експонат виготовлений в 1944—1945 рр..) і в меморіалах ряду міст України, Росії, Білорусі.